# 馬克沁—托卡列夫輕機槍
馬克沁-托卡列夫1925型是在1925年由蘇聯槍械工程師費多·華西列維奇·托卡列夫把一戰時期的馬克沁M1910重機槍改良而成的輕機槍。改進之處包括：
- 除去水冷套筒，改為可快拆式風冷槍管
- 加裝兩腳架
- 簡化機匣結構
- 加裝槍托和扳機
- 在槍身下方加裝可插入100發彈鼓的插座

## 生產和使用

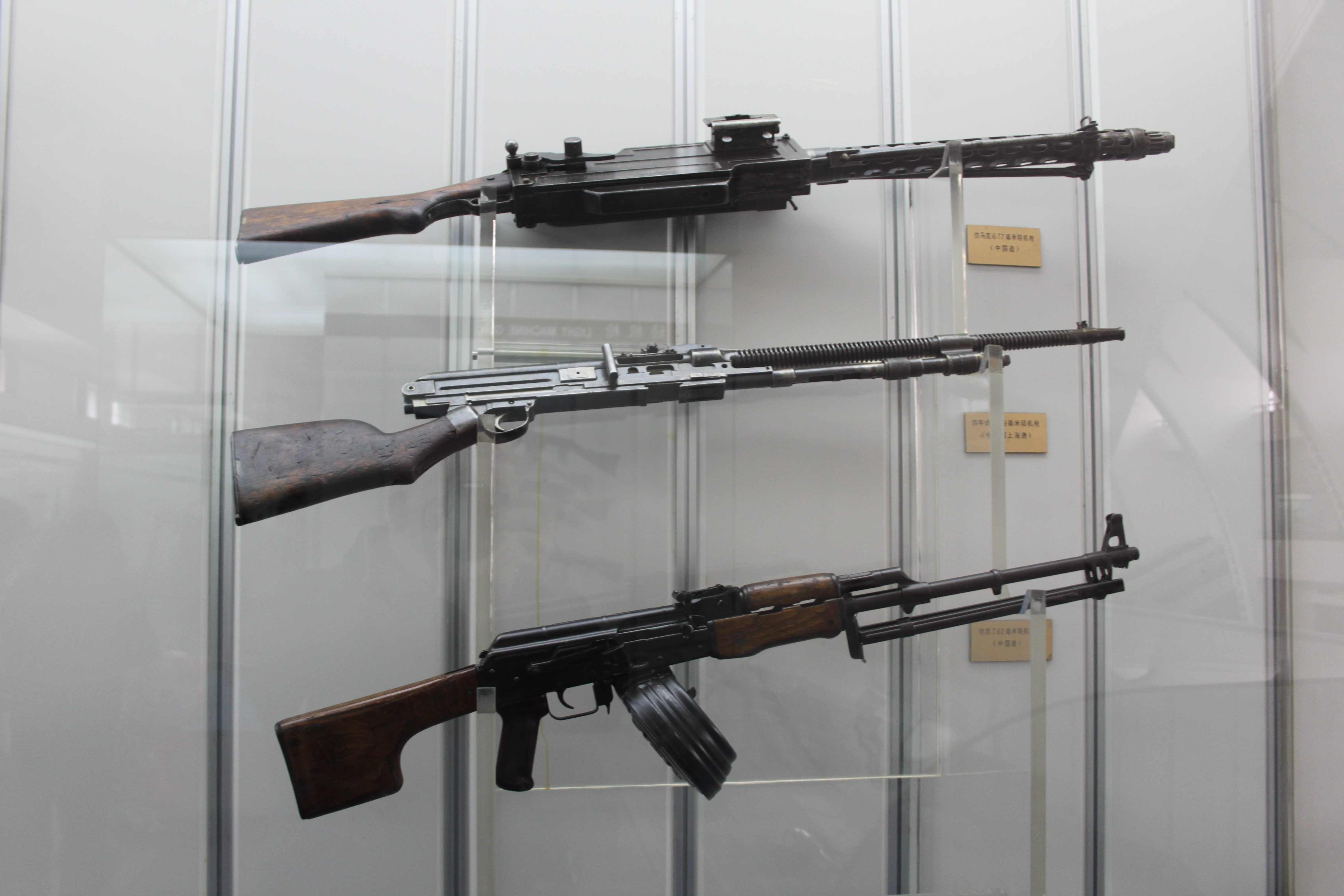
現藏於北京中國人民革命軍事博物館的1925型輕機槍（最上）

1926—1927年期間，蘇聯國內兵工廠總共生產超過3,500挺，但蘇軍士兵普遍認為1925型太過笨重，寧願使用DP輕機槍，托卡列夫雖然設計了改良型，但由於認為其作用不大而沒有生產，蘇聯唯有把1925型外銷給正在打內戰的西班牙和正受到日軍侵略的中華民國，估計在第二次中日戰爭期間有約1,400挺被售往中國。

## 使用國家
- 中華民國
- 中华人民共和国
- 苏联
- 西班牙第二共和国

## 流行文化

### 電子遊戲
- 2021年—《應徵入伍》